# خرف‌خانه
در کوه‌های سده (اقلید) و کوه‌های جنوبی ایزدخواست که کوه‌های مروارید و لریان از جملهٔ آن کوه‌ها می‌باشند و کوه‌های نقش رستم و تخت جمشید که مربوط به دوران هخامنشی هستند، خرابه‌هایی از کلبه‌های سنگی وجود دارد؛ که به آنها خرف خانه می‌گویند و مردم عقیده دارند در قدیم ایلات جنوب که ییلاق و قشلاق می‌کرده‌اند، هر پیری که خرف و از نظر روحی و جسمی از کار افتاده و مردنی بوده‌است، آن را با مقداری آب و غذا در آنجا می‌گذاشتند و محل را ترک می‌کردند.
در کتاب تذکره الائمه علامه مجلسی دربارهٔ مرده‌های گبران نوشته شده: مرده‌های خود را در دخمه می‌گذارند و به کوه‌ها می‌بردند و مربع به پشت می‌خوابانند با جامه‌های پوشیده و سگ سیاه همراه می‌برند و دو نان بالای سر و پائین پا می‌اندازند و سگ از روی مرده می‌جهد و نان را می‌خورد و این غسل میت ایشان است.
این خرف خانه‌ها احتمالاً باقی‌ماندهٔ دخمه‌ها و محل سپردن اموات زردشتیان قدیم در آن محل بوده‌است.